# حرستا القنطرة
حرستا القنطرة قرية سوريّة تتبع إداريّاً لمحافظة ريف دمشق منطقة دوما ناحية النشابية، بلغ تعداد سكانها 2,513 نسمة حسب التعداد السكاني لعام 2004.